# 昭和第一高等学校
昭和第一高等学校（しょうわだいいちこうとうがっこう）は、東京都文京区本郷一丁目にある私立の高等学校。通称 SDH。東京都立工芸高等学校が隣接し、線路挟んでの対面には東洋高等学校が所在している。

## 設置学科
- 普通科
  - 特進コース　難関大学を目標
  - 進学コース　中堅大学を目標

## アクセス
出典 : 
| 路線名             | 最寄り駅     | 徒歩所要時間 |
| ------------------ | ------------ | ------------ |
| 都営地下鉄三田線   | 水道橋駅     | 3分          |
| 東京メトロ丸ノ内線 | 後楽園駅     | 8分          |
| 東京メトロ丸ノ内線 | 本郷三丁目駅 | 8分          |
| 東京メトロ千代田線 | 新御茶ノ水駅 | 10分         |

## 沿革
- 1929年 昭和第一商業学校として開校
- 1946年 昭和第一実業学校（立川市）と法人合併し財団法人昭和第一産業学園となった。
- 1948年 昭和第一高等学校となる
- 1951年 学校法人昭和第一学園の認可
- 1966年 山梨県の昇仙峡に4,388平方メートルの学寮、昇仙峡校舎を開設。
- 1980年 学校法人昭和第一学園より分離し、学校法人昭和一高学園に改称。
- 2005年 男女共学となる

## 教育目標
明るく 強く 正しく

## 出身者
芸能界・マスコミ
- 宮田輝
- 太宰久雄
- 佐藤浩市
- 鈴木英哉
- 福士誠治

スポーツ
- 染谷悠太
- 原信一朗

作家
- 大小大人
- 稜之大介

調理師
- 橋田建二郎

学術
- 田中正司

## 提携校
- 私立ブエナビスタ大学 (アメリカ合衆国アイオワ州)